# Jacques Sivan
Pour les articles homonymes, voir Sivan (homonymie).
Jacques Sivan est un poète français né le 21 février 1955 à Barcelonnette et mort le 13 février 2016 à Levallois-Perret.

## Biographie
Jacques Sivan commence à publier dans la revue TXT animée par Christian Prigent. S'interrogeant sur l'hétérogénéité constitutive de la langue, il explore ses potentialités visuelles et phonétiques en l'envisageant sous l'angle de la réévaluation et de la reconstruction perpétuelle d'un sujet forcément contextuel qu'il qualifie de "motléculaire". Se pose ainsi en filigrane la question de sa légitimité toujours mise à l'épreuve, toujours mise en question. À partir de 1989, avec Jean-Michel Espitallier et Vannina Maestri ils fondent la revue Java qui deviendra un lieu de croisements des écritures expérimentales pendant quinze ans, jusqu'à son dernier numéro en 2006.
Lié à son travail d'écriture, il a développé des lectures publiques en France et à l'étranger. Peu à peu s'ouvrant aux possibilités offertes par la technique aussi bien au niveau sonore qu'au niveau visuel, il s'est mis à travailler avec des artistes musiciens ou vidéastes.

## Œuvres

### Livres de poésie
- Album photos, éditions L’Atelier de l’Agneau, 1996.
- Triptike, éditions Cadex, 1996.
- GRIO Village double, éditions Al Dante, 1999.
- Ejointé, éditions Electre, 1999.
- La dauphinelle, éditions Trame Ouest, 2001.
- La jeunesse d’hercule, éditions Derrière la salle de bains, 2001.
- Pulps, éditions Spectres familiers, 2002.
- Pendant Smara – l’acteur géographique, éditions Voix, 2002.
- Écho Écho, les témoignages, récits, et confessions que vous avez aimés (1993-1998), éditions MeMo, 2003.
- Le bazar de l'hôtel de ville, éditions Al Dante, 2006.
- Jacques, viens te coucher in Vox Hôtel, avec CD, éditions Néant, 2006
- Dernier Télégramme d’aljack, éditions Dernier Télégramme, 2008
- Sadexpress, éditions Derrière la Salle de bains, 2008.
- Similijake, éditions al dante, 2008
- X-files - un cas d'école, éditions Derrière la salle de bains, 2009.
- Des vies sur deuil polaire, éditions Al Dante, 2012.
- Alias jacques bonhomme", Jacques Sivan, Charles Pennequin, éditions Al Dante, 2014.
- Pendant Smara - l'acteur géographique (nouvelle version) suivi de Pissarro & Co, éditions Al Dante, 2015.

### Roman graphique
- Galaxie Pandora, Jacques Sivan, dessins Cédric Pigot, éditions Dernier Télégramme, 2010.

### Anthologies, ouvrages collectifs
- Pièces détachées - Une anthologie de la poésie française aujourd'hui, Jean-Michel Espitallier, éd. Pocket, 2000.
- Ecrivains en séries, Emmanuel Rabu éditions Léo Scheer, 2009.
- Sac à dos, une anthologie de poésie contemporaine pour les lecteurs en herbe, éd. Le Mot et le reste, 2009.
- Calligrammes & compagnie, et cetera... Des futuristes à nos jours, une exposition de papier, éd. Al Dante, 2010.
- Poésure et sculptrie, dir. Laurent Prexl, éditions Al Dante, 2010.
- Anthologie historique de poésie française, Xavier Darcos, éd. PUF, 2011.
- Poesia totale 1969-2010, France, éd. Fondazione Sarenco, 2015.

### Essais
- Le Beau en présence ou le sexe à la mère Denis, essai sur Denis Roche, Java, 1992.
- Jeu vous dit – machine manifeste, suivi de Duchamp, premier poète-plasticien, essai, éditions Léo Scheer, coll. Manifeste, 2003.
- Nouvelles Impressions d’Afrique ou Le LIVRE même, postface à la mise en couleurs de Nouvelles Impressions d'Afrique de Raymond Roussel, éditions Al Dante, 2004
- Eleusis wor(l)d, in Poésie ? détours, (ouvrage collectif), éd. Textuel, coll. L’œil du poète, 2004
- Mar/cel Duchamp en 2 temps 1 mouvement, éditions Les Presses du réel, 2006.
- DD’ ou la naissance sous X in Denis Roche : l’un écrit, l’autre photographie (ouvrage collectif), ENS Éditions, 2007
- Les corps subtils aux gloires légitimantes, postface à L'Allée aux lucioles texte inédit de Raymond Roussel, éditions Les Presses du réel, 2008

### CD & DVD
- Éditions INCIDENCES DVD #17 collection de vidéopoésie "Le point sur le i" (Marseille)
- Om Anaksial (livre cd), postf. B. Heidsieck, texte/voix J. Sivan, son C. Pigot, création graphique A. Blackbusch, éditions al dante 2011

### Emissions de radio
- 2010 : entretien pour L'Emission du fictionnaire, pour Similijake (Radio Campus Orléans)